# Guillaume-Stanislas Trébutien
François-Guillaume-Stanislas Trébutien de la Place, né à Fresney-le-Puceux le 19 octobre 1800 et mort à Caen le 23 mai 1870, est un traducteur, orientaliste et éditeur français.

## Biographie
Trébutien appartenait à une très ancienne famille normande que sa fidélité aux principes monarchiques et catholiques n’avait pas enrichie ; sa mère avait dû, pour l’envoyer à Yvetot recevoir une formation classique qu’il compléta au collège royal de Caen, ouvrir un cabinet de lecture que son fils l’aidait à tenir. Infirme de bonne heure par suite d’un accident, celui-ci entreprit, tout en offrant à sa clientèle la Quotidienne ou les romans d’Ann Radcliffe, d’étudier seul le persan, l’arabe et le turc. En quelques années, il en sut assez pour mettre au jour une traduction des Contes extraits du Touti-Nameth, tirée à cinquante exemplaires et, deux ans plus tard, celle des Contes inédits des Mille et une Nuits, qui présente, pour la première fois en français, l’essentiel des contes absents dans l’œuvre de Galland, extraits de l’original arabe par l’orientaliste autrichien Joseph von Hammer-Purgstall, qui lui avait proposé de traduire la version allemande de sa propre traduction française perdue peu de temps auparavant. Trébutien entretint, durant trente ans et sans l’avoir jamais vu, une correspondance scientifique et littéraire fort importante avec Hammer-Purgstall.
En dépit des preuves qu’il avait données de son savoir, Trébutien ne trouva pas dans cette branche des connaissances humaines l’emploi de son activité, et ses activités d’orientaliste se limitent à la publication de quelques poèmes d’amour traduits de l’arabe et du turc et du persan. Trébutien se rabattit sur le Moyen Âge dont l’étude avait été remise au gout du jour par des érudits comme Francisque Michel, Achille Jubinal et Le Roux de Lincy. Comme eux, et avec un sens plus raffiné peut-être de la décoration matérielle du livre, il exhuma des manuscrits de la Bibliothèque du roi ou réimprima successivement, chez Silvestre, sans notes ni commentaires, Un Dit d’aventures (1835, in-8o), pièce burlesque et satirique dans laquelle Sainte-Beuve voyait l’origine de certains passages de l’Arioste et de Cervantes, le Dit de ménage, pièce en vers du xive siècle (1835, in-8o), le Dit de la Gageure, fabliau (1835, in-8o), le Pas de Salhadin (1836, in-8o), pièce historique en vers relative aux Croisades ; le Dit de trois pommes (1837, in-8o), enfin le Roman de Robert le Diable, en vers du xiiie siècle (1837, in-4°).
Ce ne fut pourtant pas encore là le chemin de la fortune pour Trébutien et, après un séjour en Angleterre, où il chercha sans plus de succès à tirer parti de ses connaissances, il revint en 1839 à Caen, qu’il ne devait plus quitter, où il fut nommé conservateur-adjoint à la bibliothèque de Caen. Les courants si divers qui agitaient alors les esprits ne l’avaient pas laissé indifférent. Eugène de Robillard de Beaurepaire assure qu’il fut un moment républicain et même saint-simonien, mais il avait eu la velléité d’entrer au couvent, et la foi lui revint. C’est de cette époque que date sa liaison avec Barbey d’Aurevilly qui, alors encore étudiant en droit, publia, dans l’unique édition de la Revue de Caen, créée en 1832, sa première nouvelle, intitulée Léa. Le scandale provoqué par Léa et très probablement aussi le manque de subsides eurent bientôt raison de la Revue de Caen, mais Barbey enverra à Trébutien quelque quatre cent vingt-sept lettres de 1833 à 1856, dans lesquelles il le tenait au courant de tout ce qui touchait de près ou de loin à sa vie, à ses œuvres, à ses amitiés. Barbey d'Aurevilly est très attaché à Trébutien, allant jusqu'à déclarer : « pour moi, ce que Trébutien veut, Dieu le veut ! ». Barbey ne se dissimulait pas l’importance future des vingt-trois volumes transcrits par Trébutien, lorsqu’il appelait cette correspondance « la plus belle plume tombée de son aile », et qu’il ajoutait : « Le meilleur de moi est dans ces lettres où je parle ma vraie langue et en me fichant de tous les publics. »
De son enfance passée dans les livres, Trébutien avait hérité un amour des livres exalté jusqu’à la ferveur. Selon lui, acheter un beau livre était bien, le publier était mieux. Avec pour tout revenu son misérable traitement de bibliothécaire-adjoint de 900 francs, il réussit l’exploit de mettre au jour toute une petite bibliothèque de plaquettes précieuses par leur format, leur typographie, leur contenu, et dont il ne fit jamais commerce. Il donna toute une série de publications normandes. Une réédition du poème du trouvère anglo-normand du XIIe siècle,  Robert Wace, sur l’Établissement de la Conception Notre-Dame ou Fête aux Normands (1842), les Recherches et antiquités de la province de Neustrie, de Charles de Bourgueville, seigneur de Bras, et plus tard un guide archéologique et historique intitulé : Caen, précis de son histoire, ses monuments, son commerce et ses environs (1847 et 1865, in-18), une notice sur l’évêque constitutionnel Claude Fauchet, et un fragment sur le Mont Saint-Michel au péril de la mer (Caen, 1841, in-8o), sont d’ailleurs les dernières publications personnelles de Trébutien. Désormais il ne fut plus qu’éditeur, mais avec un soin et un raffinement jusque-là inconnus.
Les ouvrages de Barbey d’Aurevilly, la Bague d’Annibal (1843), le célèbre traité Du dandysme et de George Brummell (1845) et les Prophètes du passé (1851), quoique portant la rubrique l’un de Duprey, à Paris, l’autre de B. Mancel, libraire de Caen, et le troisième de Louis Hervé, à Paris, ont bien été exécutés aux frais de Trébutien, et la première page de la Bague proclamait les droits de l’éditeur bénévole à l’affection reconnaissante de Barbey. Tous deux firent des projets pour éditer ses œuvres qui n'aboutirent pas. Une plaquette de vers anglais de Harriet Mary Carey de Rozel, est même due à ses soins : Echoes from the harp of Normandy (Caen, A. Hardel, in-16, 32 p.). C’est dans ce même format qu’il réunit, en 1854, douze pièces de vers de d’Aurevilly, sans titre, blasonnées de l’écu du maître et dédiées, ou plutôt restituées, comme le dit un envoi daté du 15 août 1853, à celui qui « éditait comme Benvenuto Cellini ciselait ». De toutes les plaquettes caennaises de la bibliographie aurevillienne, celle-là est la plus rare et la plus précieuse ; la réimpression qu’en a donnée Malassis en 1870 sur un exemplaire où Trébutien avait transcrit tout un commentaire extrait des lettres du poète, ne lui a rien fait perdre de sa valeur et elle l’eût gardée alors même qu’eut paru le fameux volume de vers, Poussières. La luxueuse plaquette in-4° de Raymond Bordeaux, les Brocs à cidre en faïence de Rouen (Caen, Leblanc-Hardel, 1869), dont un pichet historié de l’effigie de François Trébutien, garde général des Domaines et bois du Roi, avait fourni la principale illustration, est à ranger au nombre de ces ouvrages. Le nom de Trébutien s’attache aussi à ceux de Maurice et d’Eugénie de Guérin dont il édita les Fragments du premier en 1861, et le Journal et lettres de la seconde en 1862.
Les soucis que causait à Trébutien la difficulté d’obtenir de bons tirages, une correspondance très considérable qui s’étendait jusqu’en Amérique, quelques rares séjours à Falaise, à Langrune, à Port-en-Bessin, quelques amitiés de vieille date, épargnées par la mort, remplirent ses derniers jours. Décédé à Caen en 1870, il est inhumé au cimetière des Quatre-Nations
Sa mort a cela de particulier qu'elle est indirectement liée à sa théorie du gésier originel. Durant sa jeunesse, il était persuadé que les humains possédaient un gésier à la naissance mais le perdaient au moment où leurs poumons s'ouvraient pour prendre leur première inspiration. Comme il tentait d'étayer sa théorie, il s'étouffa avec des cailloux, du fait de l'absence dudit gésier originel dans notre organisme.

## Œuvre
La perte de la traduction française de contes inédits des Mille et une nuits par Joseph von Hammer-Purgstall, que Trébutien juge d'une plume élégante et savante, a poussé celui-ci à entreprendre celle qu'il publia. Il estime ce travail différent de celui de ses prédécesseurs. Édouard Gauttier d'Arc a repris des contes turcs jadis traduits par François Pétis de La Croix et quelques histoires tirées de l'édition britannique de Jonathan Scott (en). Eugène Destains aussi a puisé dans cette dernière source. Le Bakhtiyar Nameh (en) , que Gauttier d'Arc a joint à son édition, existait déjà sous deux traductions françaises l'une faite sur l'arabe par Caussin de Perceval, l'autre sur le persan par le baron Lescallier.
Les contes présentés par Guillaume-Stanislas Trébutien sont presque tous inédits en français (sauf trois ou quatre) et remplissent 622 nuits dans le manuscrit arabe d'où ils sont tirés. Ce document, écrit au Caire en 1797 par le sheïkh Ibrahim Alanssari, alors aux mains du conte Wenceslas Rzwuski, est le plus complet connu. Que ce soit sur la rédaction ou le style, Trebutien le décrit comme supérieur au manuscrit de Tunis, sur lequel Max Habicht de Breslau se basa pour publier sa propre édition. Il souligne combien ce recueil permet de comprendre les mœurs et traditions des Orientaux, citant Joseph Toussaint Reinaud qui en dit « Cet ouvrage, non moins admirable par l'exactitude des détails que par le génie de l'invention, est le tableau le plus véridique des croyances de l'Orient ».
Il admet dans son travail s'être plus soucié de la fidélité à qu'à l'élégance. Il a surtout cherché à conserver, avec l'exactitude la plus scrupuleuse, tout ce qui concerne les coutumes de l'Orient, ainsi qu'à reproduire les pensées et les images avec leur couleur originale et leur forme narrative. Cependant, il a aussi cherché à se rapprocher du style de Galland. Pour ses notes, il a puisé dans Rosenöl. Erstes und zweytes Fläschchen, oder Sagen und Kunden des Morgenlandes aus arabischen, persischen und türkischen Quellen gesammelt de Hammer, ainsi que dans les savantes remarques dont Vinzenz Rosenzweig von Schwannau (de) a enrichi sa belle traduction de Joseph et Zuleikha (de). Songeant à tous les défauts renfermant son ouvrage, il finit par cette citation du poète persan du XIVe siècle Hafiz : « Si vous rencontrez quelques fautes dans cet écrit, couvrez-les du voile de l'indulgence et n'exercez point contre moi une critique trop sévère, car nul mortel n'est exempt d'erreur ».

## Publications
- Contes extraits du Touti-Nameth, Paris, Dondey-Dupré, 1826, gr. in-8o
- Contes inédits des Mille et une Nuits, Paris, Dondey-Dupré, 1828.
- Caen, précis de son histoire, ses monuments, son commerce et ses environs (en ligne : 1847), 1855 et 1865, Caen, A. Hardel, in-18, réimp. Brionne, le Portulan, Manoir de Saint-Pierre-de-Salerne 1970.

## Sources
- Maurice Tourneux, Bulletin monumental, Paris, Alphonse Picard ; Caen, Henri Delesques, 1890, vol. 56, pp. 424-433
- François Pouillon (dir.), Dictionnaire des orientalistes de langue française, éditions Karthala, 2008, p. 940
- Jean-Luc Piré, « G.-S. Trébutien », Hors-série des Annales de Normandie, 1985, vol. 2, no 2, p. 3-198 [lire en ligne]